# Mago (bài hát)
"Mago" là một bài hát của nhóm nhạc nữ Hàn Quốc GFriend trong album phòng thu thứ ba của nhóm, 回:Walpurgis Night (2020). Bài hát được phát hành vào ngày 9 tháng 11 năm 2020, thông qua Source Music.

## Bối cảnh
Vào ngày 31 tháng 10 năm 2020, một bản xem trước và video giới thiệu của "Mago" đã được trình chiếu trong buổi hòa nhạc trực tuyến GFriend C:ON của nhóm. Cùng ngày, Eunha và Umji đã xuất hiện trên chương trình Knowing Bros và giới thiệu một phần của bài hát và vũ đạo của nò.

## Sáng tác
Bài hát được viết và sản xuất bởi FRANTS. Nhiều nhà sản xuất khác cũng đã tham gia viết lời như "hitman" bang, Kyler Niko, Paulina Cerrilla, Cho Yoon-kyung, Alice Vicious, Cazzi Opeia, Ellen Berg, JADED JANE, Noisy Citizen, Justin Reinstein và JJean. Các thành viên Eunha, Yuju và Umji cũng tham gia viết lời cho bài hát.
Bài hát được mô tả bởi Sara Delgado của Teen Vogue là "video ấn tượng nhất của GFriend từ trước đến nay".

## Tác động thương mại
Bài hát ra mắt ở vị trí số 17 trên bảng xếp hạng World Digital Song Sales của Billboard và đạt vị trí số 16 một tuần sau đó. Nó ra mắt cùng vị trí số 46 trên K-pop Hot 100 của Billboard trong tuần cuối cùng vào ngày 21 tháng 11 năm 2020. Sau đó, nó ra mắt ở vị trí số 42 trên Gaon Digital Chart trong tuần cuối cùng vào ngày 14 tháng 11 năm 2020. Bài hát cũng đứng ở vị trí số 3 trên bảng xếp hạng tải xuống và xếp ở vị trí số 83 trong tuần phát hành trên bảng xếp hạng phát trực tuyến.

## Video âm nhạc
Vào ngày 31 tháng 10 năm 2020, một đoạn video giới thiệu cho "Mago" đã được trình chiếu trong buổi hòa nhạc trực tuyến GFriend C:ON của nhóm. Video âm nhạc sau đó được phát hành trên kênh YouTube của Big Hit Labels vào ngày 9 tháng 11 năm 2020, cùng với album. Nó được đạo diễn bởi Guzza của Lumpens, người từng chỉ đạo video âm nhạc cho bài hát trước đó của nhóm, "Apple".

## Bảng xếp hạng
| Bảng xếp hạng (2020)                        | Vị trí cao nhất |
| ------------------------------------------- | --------------- |
| Malaysia (RIM)                              | 18              |
| Philippines (PARI)                          | 6               |
| Singapore (RIAS)                            | 18              |
| Hàn Quốc (Gaon)                             | 42              |
| Hàn Quốc (Kpop Hot 100)                     | 35              |
| Hoa Kỳ World Digital Song Sales (Billboard) | 16              |

| Bảng xếp hạng (tháng 11 năm 2020) | Vị trí |
| --------------------------------- | ------ |
| Hàn Quốc (Gaon)                   | 99     |

## Giải thưởng

### Chương trình âm nhạc
| Tên chương trình | Kênh      | Ngày phát sóng    | Nguồn  |
| ---------------- | --------- | ----------------- | ------ |
| The Show         | SBS MTV   | 17 tháng 11, 2020 | [ 13 ] |
| Show Champion    | MBC Music | 18 tháng 11, 2020 | [ 14 ] |

### Danh sách bài hát cuối năm
| Nhà phê bình/xuất bản    | Danh sách                                                           | Vị trí | Nguồn  |
| ------------------------ | ------------------------------------------------------------------- | ------ | ------ |
| South China Morning Post | 15 bài hát K-pop xuất sắc nhất của các nhóm nhạc K-pop năm 2020     | 1      | [ 15 ] |
| Billboard                | 20 bài hát K-pop xuất sắc nhất năm 2020: Lựa chọn của giới phê bình | 4      | [ 16 ] |
| BuzzFeed                 | Những bài hát K-pop xuất sắc nhất năm 2020                          | 4      | [ 17 ] |
| Medium                   | 20 bài hát K-pop xuất sắc nhất năm 2020                             | 6      | [ 18 ] |
| Dazed                    | 40 bài hát K-pop xuất sắc nhất năm 2020                             | 9      | [ 19 ] |
| Paper                    | 40 bài hát K-pop xuất sắc nhất năm 2020                             | 12     | [ 20 ] |
| Don't Bore Us            | 10 bài hát K-pop xuất sắc nhất năm 2020                             | N/A    | [ 21 ] |

## Lịch sử phát hành
| Quốc gia | Ngày             | Định dạng                          | Hãng đĩa             | Nguồn  |
| -------- | ---------------- | ---------------------------------- | -------------------- | ------ |
| Toàn cầu | 9 tháng 11, 2020 | CD tải kỹ thuật số phát trực tuyến | Source Music Kakao M | [ 22 ] |